# Höslwang
Höslwang – miejscowość i gmina w Niemczech, w kraju związkowym Bawaria, w rejencji Górna Bawaria, w regionie Südostoberbayern, w powiecie Rosenheim, wchodzi w skład wspólnoty administracyjnej Halfing. Leży około 20 km na północny wschód od Rosenheimu.

## Demografia
Dane o ludności z 31 grudnia 2008:
| Opis                                | Ogółem | Ogółem | Kobiety | Kobiety | Mężczyźni | Mężczyźni |
| ----------------------------------- | ------ | ------ | ------- | ------- | --------- | --------- |
| Jednostka                           | osób   | %      | osób    | %       | osób      | %         |
| Populacja                           | 1252   | 100    | 613     | 48,96   | 639       | 51,04     |
| Wiek przedprodukcyjny (0–17 lat)    | 271    | 21,65  | 127     | 10,14   | 144       | 11,5      |
| Wiek produkcyjny (18–65 lat)        | 749    | 59,82  | 372     | 29,71   | 377       | 30,11     |
| Wiek poprodukcyjny (powyżej 65 lat) | 232    | 18,53  | 114     | 9,11    | 118       | 9,42      |

## Polityka
Wójtem gminy jest Josef Eisner z FWG, wcześniej urząd ten obejmował Andreas Hintermayr, rada gminy składa się z 12 osób.
|      | CSU | FWG | Razem |
| 2008 | 6   | 6   | 12    |
| 2002 | 5   | 7   | 12    |

## Oświata
W gminie znajduje się przedszkole (50 miejsc) oraz szkoła podstawowa.